# Art of Dying (canción)
«Art of Dying» es una canción del músico británico George Harrison publicada en el álbum de estudio All Things Must Pass. El tema fue compuesto entre 1966 y 1967 cuando Harrison se sumergió por primera vez en el hinduismo y trata sobre la reencarnación, siendo el «arte» una necesidad de evitar el renacimiento limitando las acciones y pensamientos cuyas consecuencias conducen al alma a regresar a otra, en la forma de una vida terrestre. La canción fue producida por Phil Spector y cuenta con un arreglo cercano al hard rock que fue descrito como «proto-disco». La grabación contó con el respaldo de Eric Clapton y el resto del grupo Derek and the Dominos, así como Gary Wright, Billy Preston y un joven Phil Collins.

## Personal
- George Harrison: voz, guitarra eléctrica y coros
- Eric Clapton: guitarra eléctrica
- Gary Wright: piano eléctrico
- Billy Preston: órgano
- Bobby Whitlock: campanas tubulares
- Carl Radle: bajo
- Jim Gordon: batería
- Jim Price: trompeta
- Bobby Keys: saxofón
- Phil Collins: congas
- Sin acreditar: maracas